# Esperit (revista)
La Revista Esperit és una revista digital catalana de política, cultura i pensament d'orientació nacionalista i de tendència conservadora.
La revista no accepta subvencions ni publicitat i depèn únicament de subscripcions i mecenatge. El seu contingut no és obert sense subscripció. Fou creada el 2020 i el seu director actual (2025) es Frederic J. Porta, sent membres del seu consell editorialː Dolors Clotet, Marc Comerma, Bernat Mallén, Oriol de Marcos, Marc Maynou, Bernat Roca, David Silvestre, Joan Simó i Guillem València.